# Georg Stiller
Johann Georg Stiller (* 9. Februar 1907 in Nürnberg; † 11. März 1992 in Altdorf bei Nürnberg) war ein deutscher Politiker der CSU. Stiller gehörte dem Deutschen Bundestag von 1953 bis 1969 an. Er war von 1963 bis 1969 stellvertretender Vorsitzender der CSU-Landesgruppe innerhalb der CDU/CSU-Fraktion.

## Leben
Stiller besuchte das Realgymnasium und machte im Anschluss eine Ausbildung zum Bäcker, der die Meisterprüfung folgte. Bis zum Zweiten Weltkrieg war er danach als selbstständiger Kaufmann tätig. Am Zweiten Weltkrieg nahm er als Soldat teil und nach dessen Ende 1945 baute er seinen Besitz wieder auf, der zerstört worden war.

## Politik
Stiller trat kurz nach dem Krieg, im Jahr 1946, der CSU bei. Er wurde 1952 Vorsitzender des Bezirksverbandes Nürnberg-Fürth und war von 1949 bis 1953 ehrenamtlicher Stadtrat in Nürnberg. Bei der Bundestagswahl 1953 wurde er dann über die Landesliste der CSU in den Deutschen Bundestag gewählt. Er war ordentliches Mitglied im Ausschuss für Wiederaufbau und Wohnungswesen und engagierte sich zudem als stellvertretendes Mitglied des Ausschusses für Lastenausgleich. Nach seiner Wiederwahl bei der Bundestagswahl 1957, diesmal als Direktkandidat des Wahlkreises Nürnberg, war er ordentliches Mitglied des Ausschusses für Lastenausgleich und im Ausschuss für Wohnungswesen. Wiederum vier Jahre später, wurde er bei der Bundestagswahl 1961, diesmal erneut über die Landesliste der CSU, zum dritten Mal in den Bundestag gewählt. Er blieb in den Ausschüssen der vergangenen Wahlperiode aktiv. Erst nach der Bundestagswahl 1965, nach der er wieder über die Landesliste ins Parlament einzog, trat Stiller den Ausschüssen für Kriegs- und Verfolgungsschäden und Kommunalpolitik, Raumordnung, Städtebau und Wohnungswesen bei.